# كلب حارس للماشية
الكلب الحارس للماشية هو نوع من الكلاب تمت تربيته بغرض حماية الماشية من الحيوانات المفترسة.

## طالع المزيد
- طوق الذئب
- كلب الماستيف التيبتي
- كلب حراسة